# Aegyptiaca (Manetho)

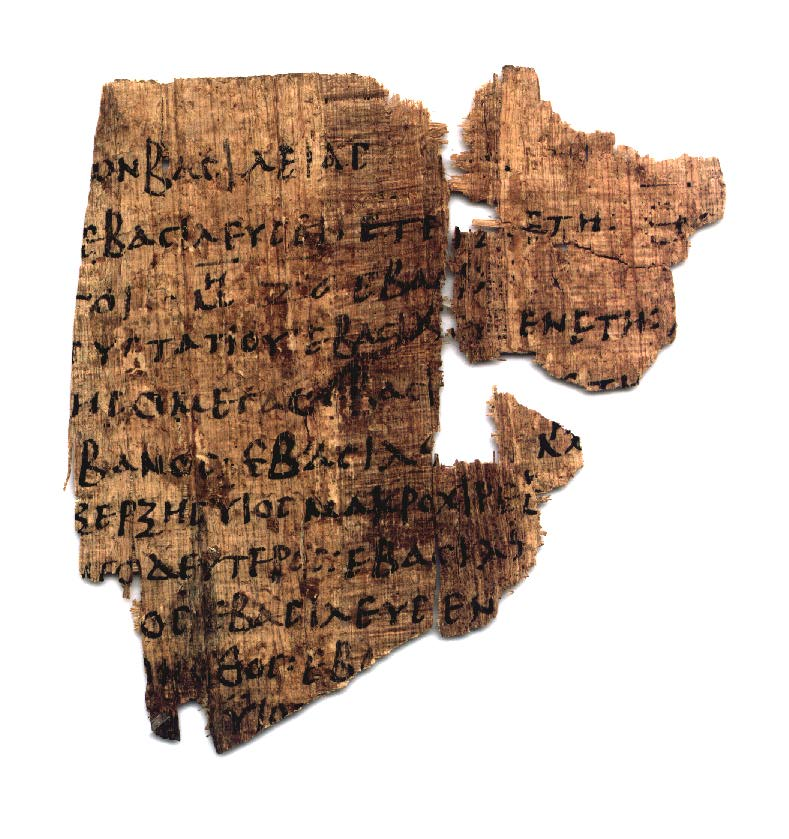
Papyrus Baden 4.59, Verso (fünftes Jahrhundert n. Chr.): Vermutete Teilabschrift der Epitome, basierend auf den Aegyptiaca

Aegyptiaca (altgriechisch Αἰγυπτιακά) ist der übliche lateinische Titel einer von Manetho verfassten Chronik zur altägyptischen Politik, Religion und Geschichte. Der Autor Manetho war wohl ein Priester aus Sebennytos in Unterägypten, der wahrscheinlich unter den Pharaonen Ptolemaios I., Ptolemaios II. und Ptolemaios III. lebte. Georgios Synkellos setzte Manethos Wirken gleichzeitig mit oder etwas später als Berossos in die Regierungszeit von Ptolemaios II. (285–246 v. Chr.), unter welchem er die Aegyptiaca verfasst haben soll. Manethos Motive dürften einerseits in der ptolemäischen Unkenntnis der altägyptischen Sprache und andererseits im Widerlegen von Herodots Berichten über die altägyptische Geschichte begründet sein.
Die Aegyptiaca bestanden ursprünglich aus drei Büchern, die von spätantiken Gelehrten und Historikern in Teilen abgeschrieben und übersetzt wurden. Das Fehlen der Originalschriften Manethos veranlasste unter anderem auch die Ägyptologie zu kritischen Untersuchungen der vorliegenden Abschriften, da ohne eine genaue Analyse ein falsches Bild über die tatsächlichen Inhalte entsteht. Unter Berücksichtigung dieser gebotenen Vorsicht werden Manethos Berichte als Grundpfeiler hinsichtlich der altägyptischen Geschichte angesehen, da Manetho die durchgehende Herrscherabfolge in 30 Dynastieabschnitte aufteilte, die in der Ägyptologie das chronologische Gerüst bilden.

## Hintergründe

### Die Abschriften
Da Manethos Werke frühzeitig verschollen sind, stellt sich die Frage, welche Teile der manethonischen Verzeichnisse, die auf der überlieferten Version eines unbekannten Verfassers des ersten Jahrhunderts v. Chr. basieren, historisch korrekt wiedergegeben wurden. Die so übernommenen Auszüge (Epitomen), Herrschernamen und Fragmente fanden in den Werken der Geschichtsschreiber Flavius Josephus, Iulius Africanus und Eusebius Berücksichtigung, wobei zweifelsfrei größere Passagen der Aufzeichnungen nicht von Manetho selbst stammen. Georgios Synkellos übersetzte im achten Jahrhundert n. Chr. einige der erhalten gebliebenen „Abschriften der Abschriften“. Über Eusebius’ Fragmente hinaus existiert zusätzlich noch eine armenische Übersetzung, die jedoch zusätzlich weitere frei erfundene Aussagen enthält. Epitomen der Geschichte Manethos wurden zu einem früheren Zeitpunkt verfasst – aber nicht durch Manetho selbst, auch wenn es in Form von Listen der Dynastien und der herausragenden Könige oder besonderen Ereignisse denkbare Gründe für diese Annahme gibt.
Das Hauptanliegen der jüdischen Historiker, wie beispielsweise Flavius Josephus, und der christlichen Chronisten bestand darin, Inhalte der Bibel mit der altägyptischen Geschichte zu harmonisieren, um „historische Beweise“ hinsichtlich der Authentizität des Alten Testamentes zu erhalten. Die manethonisch überlieferten Epitomen waren daher eine willkommene Grundlage, Aussagen hinzuzufügen oder zu verfälschen. So berichten die Aegyptiaca beispielsweise sehr ausführlich von der Schreckensherrschaft der Hyksos. Biblische Vergleichsversuche schlagen sich besonders in der Erzählung der Moses-Geschichte nieder. Aber auch andere legendenhafte Erzählungen scheinen die Autoren interessiert zu haben, so zum Beispiel die Legende vom Pharao Bocchoris, der von seinem Nachfolger oder Gegenkönig Schabaka lebendig verbrannt worden sein soll. Das Weglassen bestimmter historischer Begebenheiten hingegen ist tatsächlich nur im Buch der Sothis nachweisbar.
Der Begründer der christlichen Chronologie, Julius Africanus, dessen Werk Historiae (griechisch Κεστοί) kurz nach 221 n. Chr. verfasst wurde, überliefert die Epitome in einer akkurateren Form, während Eusebius, dessen Werk aus der Zeit um 325 n. Chr. datiert, verantwortlich für größere unberechtigte Änderungen der ursprünglichen Vorlage ist. Selbst aus der schlüssigen Erklärung der Übertragungen von Manethos Texten wird ersichtlich, dass weiterhin viele Probleme bestehen und dass es extrem schwierig ist, Sicherheit in Bezug auf das zu erlangen, was wirklich manethonisch und was unecht oder unvollständig ist.
Wenn also heute in der Ägyptologie gegebenenfalls von Manetho (Josephus), Manetho (Africanus) oder Manetho (Eusebius) die Rede ist, dann ist mit dem jeweiligen zweiten Namen in der Klammer der zitierende Autor der eigentlichen Aussage des ägyptischen Priesters Manetho gemeint.

### Mögliche Quellen
Im Zusammenhang der Aussagen Manethos, die von großem Interesse für Ägyptologen und Historikern sind, bleibt die Frage, woher Manetho seine Informationen bezog. Die vergöttlichte und mystifizierte Vorgeschichte, die er teilweise erdachte und verfasste, ist zweifellos auf für Manethos Epoche typische politisch-religiöse Weltanschauungen zurückzuführen.
Schwierig wird es jedoch im Falle der sogenannten Königsliste. Manetho weiß in seinen Erzählungen bei bestimmten Königen von ganz besonderen Vorkommnissen zu berichten, bei denen, sofern sie auf Wahrheiten beruhen, deutlich wird, dass es sich um Detailwissen handelt, zu dem einfache Schreiber und Beamte keinen Zugriff hatten. Manetho hatte offensichtlich damals unschätzbare Vorteile, um eine exzellente Geschichte Ägyptens verfassen zu können. Er muss Zugang zu allen nur erdenklichen Aufzeichnungen gehabt haben – Papyri aus den Tempel-Archiven, hieroglyphische Tafeln, Wandskulpturen und unzählige Reliefinschriften. Zu diesen Aufzeichnungen hatten im alten Ägypten nur Hohepriester Zugang und diese Tatsache lässt daher den Schluss zu, dass Manetho ein solcher Hohepriester war. Insgesamt scheint das Werk vollkommen in der Tradition altägyptischer Annalen zu stehen, die Ereignisse auflisten, ohne sie weiter kritisch zu analysieren. Mehrmals kommt der Verdacht auf, dass auch volkstümliche Erzählungen, ohne großen historischen Wert, in die Darstellungen eingeflossen sind.

## Die drei Bücher Manethos
Der Aufbau der „Königslisten“ ist von der Strukturierung und vom Satzbau her stets gleich: Jede Dynastie wird mit der Benennung des neuen Königshauses eingeleitet, darauf folgen Name und Regierungsdauer eines jeden Herrschers. Im Anschluss folgt bei manchen Regenten, beispielsweise Necherophes, eine Anekdote zu einem besonderen Ereignis, das unter dem jeweiligen König stattgefunden haben soll. Bei einigen Dynastien wurde auf eine Namensauflistung verzichtet und stattdessen die gesamte Dynastie in einem Satz zusammengefasst. Die Namen der Könige werden stark gräzisiert wiedergegeben und sind daher oft nur schwer zuzuordnen.

### Buch 1 (Ära der Götter und Totengeister sowie Könige bis zur 11. Dynastie)

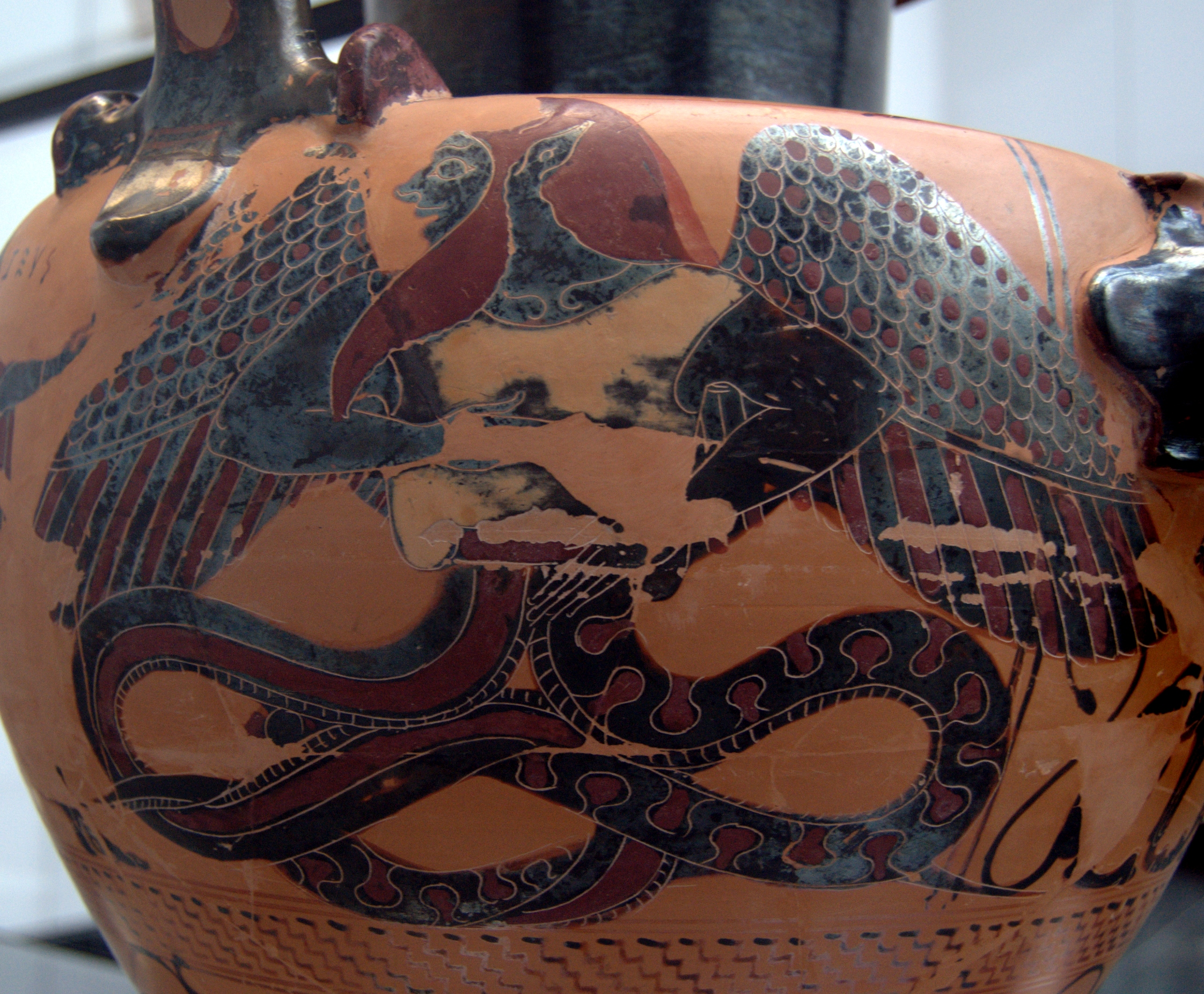
Der griechische Gott Typhon als Gleichsetzung mit dem altägyptischen Gott Seth (Detailansicht von einer schwarzfigurigen chalkidischen Hydria um 550 v. Chr.).

Im ersten Buch beschreibt Manetho zunächst die Zeit der Götter und Totengeister. Dazu verwendete er die griechischen Entsprechungen der altägyptischen Götter. Insbesondere nahm Manetho Rückgriff auf jene altägyptische Mythologie, die sich erst im Verlauf der altägyptischen Geschichte herausbildete. Besonderes Interesse zeigte Manetho einerseits hinsichtlich der mystisch-göttlichen Frühgeschichte sowie andererseits für die „heldenhaften Abenteuer“ von Osiris und Horus.

„Der Erste (Gott) in Ägypten war Hephaistos (Ptah), der für die Ägypter das Feuer offenbarte. Von ihm war Helios (Re). Nach ihm war Agathodaimon (Schu). Nach ihm war Kronos (Geb). Nach ihm war Osiris und dann Typhon (Seth), Bruder des Osiris. Nach ihm war Orus (Horus), Sohn von Osiris und Isis. Diese regierten zuerst über die Ägypter. Nach ihnen setzte sich die Monarchie für 13.900 Jahre bis Bidis (Wadjnadj) fort. Nach diesen Göttern regierten die Nachkommen der Götter für 1.255 Jahre und in dieser Weise auch andere Könige für 1.817 Jahre. Nach ihnen folgten für 1.790 Jahre aus Memphis 30 Könige. Nach diesen dann für 350 Jahre andere (Könige) von This. Und dann (folgte) für 5.813 Jahre die Herrschaft der Totengeister und ihrer Nachkommen.“

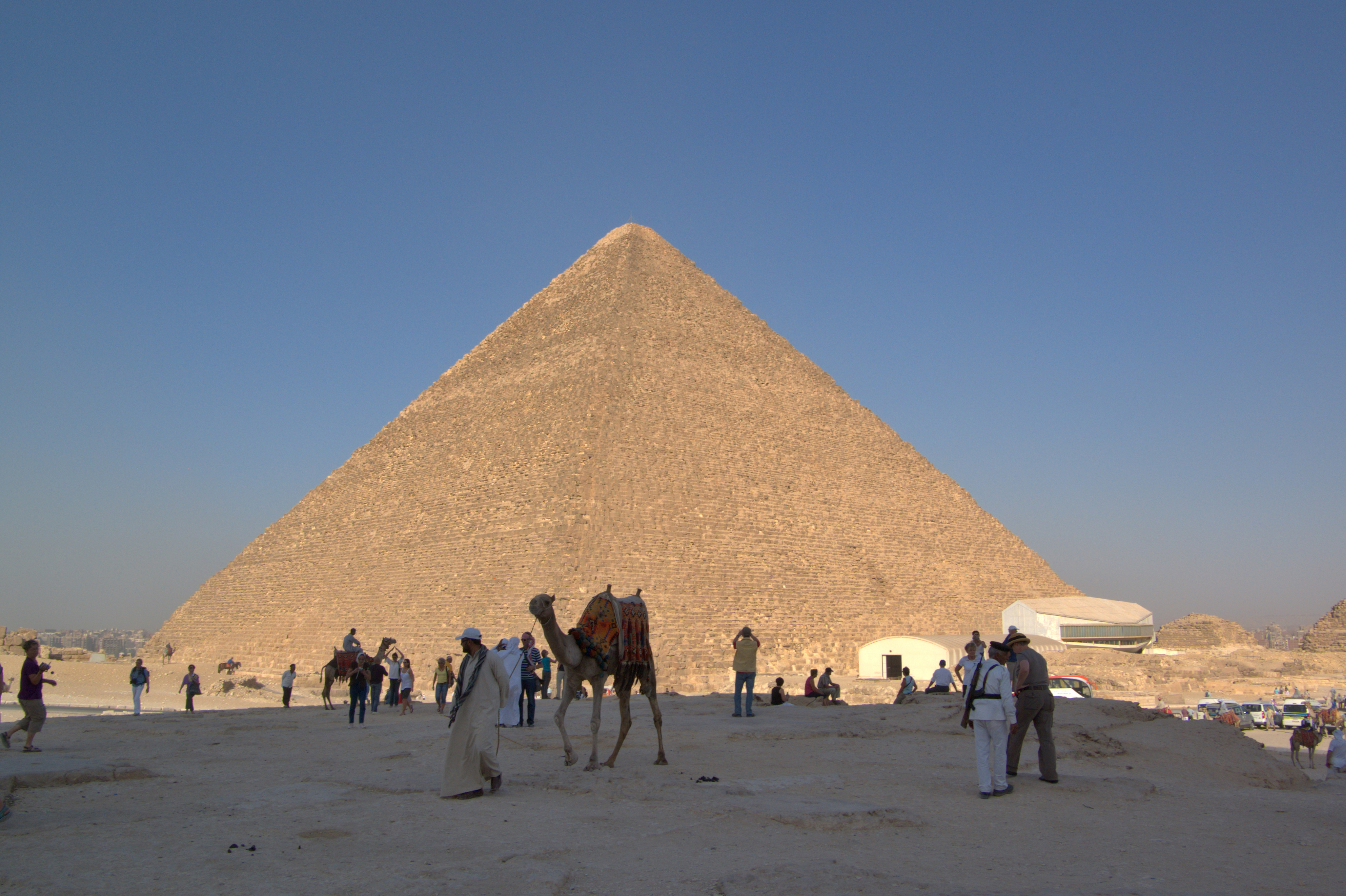
Die „Souphis-Pyramide“ (Cheops-Pyramide)

Im Anschluss beginnt die für Ägyptologen und Historiker so wichtige und vielzitierte Königsliste, die in den Abschreibevarianten sämtlicher antiker Autoren einhellig mit einem König namens „Menes“ beginnt. Manetho berichtet im ersten Buch über den Zeitraum von der königlichen 1. bis zur 11. Dynastie und versucht, alle Herrscher Ägyptens zu erfassen. Die „Souphis-Pyramide“ datierte Manetho als „große Pyramide“ 4.300 Jahre vor Kambyses (529–522 v. Chr.) in die Regierungszeit von Cheops (4. Dynastie).
Für das Alte Reich gelang die Zuordnung der Könige noch sehr gut. Auffallend sind dagegen die teils gravierenden Unterschiede in den jeweiligen Abschriften zu den Angaben über die Regierungszeit bestimmter Könige. Eusebius beispielsweise schreibt König „Uenephes“ 42 Jahre zu, in der Version von Africanus ist von 23 Jahren die Rede. Mit der ersten Zwischenzeit begann für Manetho erschwerend eine Zeit der Wirren, die ihn vor große chronologische Probleme stellte. So bleibt er eine eindeutige Zuordnung der Herrscher aufgrund der ihm wohl nur bruchstückhaft vorliegenden Quellen schuldig. Das Mittlere Reich zeigte schließlich wieder eine Beruhigung und neue Stabilität, die Manetho dazu veranlasste, von einer Kohärenz der Königslinie auszugehen.
Die Fassung von Africanus nennt für die ersten elf Dynastien „130 Könige mit einer gesamten Regierungslänge von 2.261 Jahren“; zusätzliche 70 Könige wurden zwar für die 7. Dynastie angegeben, doch ist die dazugehörige Gesamtregierungslänge von 70 Tagen nur symbolisch als Interregnum zu verstehen, das die Unsicherheiten hinsichtlich der Königszuordnungen kenntlich macht. Auffällig sind außerdem jene Angaben von Africanus, die von den tatsächlich genannten Dynastie-Einzeldaten abweichen. So werden beispielsweise für die 5. Dynastie in der einleitenden Bemerkung „die acht Könige aus Elephantine dieser Dynastie“ erwähnt; die Liste der 5. Dynastie führt dagegen neun Könige auf, die eine Gesamtregierungslänge von 218 Jahren aufweisen. Die in der Schlussbemerkung für die 5. Dynastie berichteten summarischen 248 Jahre schließen die 30 Regierungsjahre von König „Othoes“ der 6. Dynastie mit ein, die dort anschließend mit ihm als „Begründer der 6. Dynastie aus Memphis“ nochmals mitgezählt werden.

### Buch 2 (Könige von der 12. bis zur 19. Dynastie)

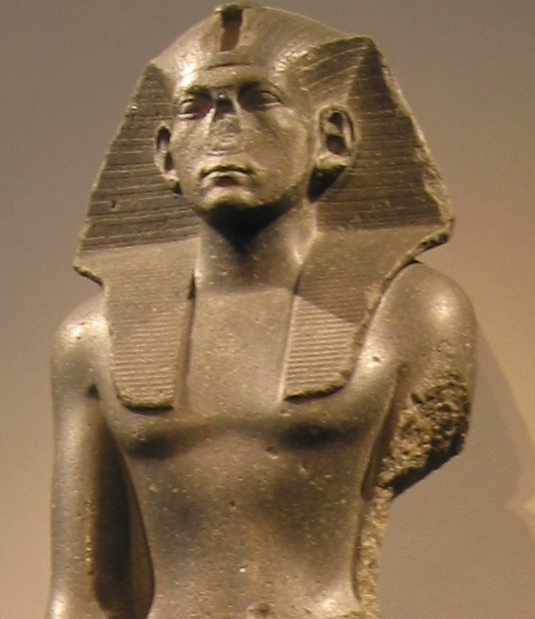
Statue von Amenemhet III. (Ägyptisches Museum, Berlin).

Manetho berichtet im zweiten Buch von den Königen der 12. bis zur 19. Dynastie. Er beschreibt die sich an die 11. Dynastie anschließende Phase als „Stärkung der Stabilität“. König Amenemhet III. („Lamares/Lampares“) soll sein Grab als „Labyrinth im arsenoītischen Gau“ am Moeris-See erbaut haben. Ob Manetho sich hierbei auf die Erwähnungen von Herodot stützte, bleibt unklar, da Herodot in diesem Zusammenhang eine Verbindung zu einem König „Moeris“ als Begründer des Labyrinths herstellte.
Mit dem Niedergang des Mittleren Reiches folgte die unübersichtliche Zweite Zwischenzeit, die Manetho erneut vor die Probleme stellte, die Könige den jeweiligen Dynastien zuzuordnen. Aus diesen Gründen entfällt wohl auch eine namentliche Nennung von Herrschern der Dynastien 13, 14, 16 und 17, denen er insgesamt nur eine Gesamtzahl von Regierungsjahren zuweist. Die 15. Dynastie der „großen Hyksos“ ist in den manethonischen Fassungen wahlweise als 15. oder 17. Dynastie aufgeführt, ein Beleg für die verwirrende Quellenlage jener Epoche. Insbesondere die begleitenden Erklärungen zu den Hyksos zeigen eine Zunahme von griechischen, jüdischen und christlichen Nachbearbeitungen der manethonischen Fassungen, weshalb die Historiker große Schwierigkeiten haben, die tatsächlichen Aussagen Manethos herauszufiltern.
Die 18. Dynastie lässt das Zeitalter des Neuen Reiches beginnen. Manetho kehrt aufgrund der beendeten Hyksos-Besetzung Ägyptens zu einer klaren und stabilen Struktur der Königsliste zurück. Für den Zeitraum von der 12. bis zur 19. Dynastie zeigen die drei manethonischen Fassungen mit „2.121 Jahren“ eine erneute Übereinstimmung, wobei Africanus mit „96 Königen“ vier Herrscher mehr aufweist, als die angegebenen „92 Könige“ von Eusebius beziehungsweise der armenischen Version.

### Buch 3

#### Könige von der 20. bis zur 31. Dynastie

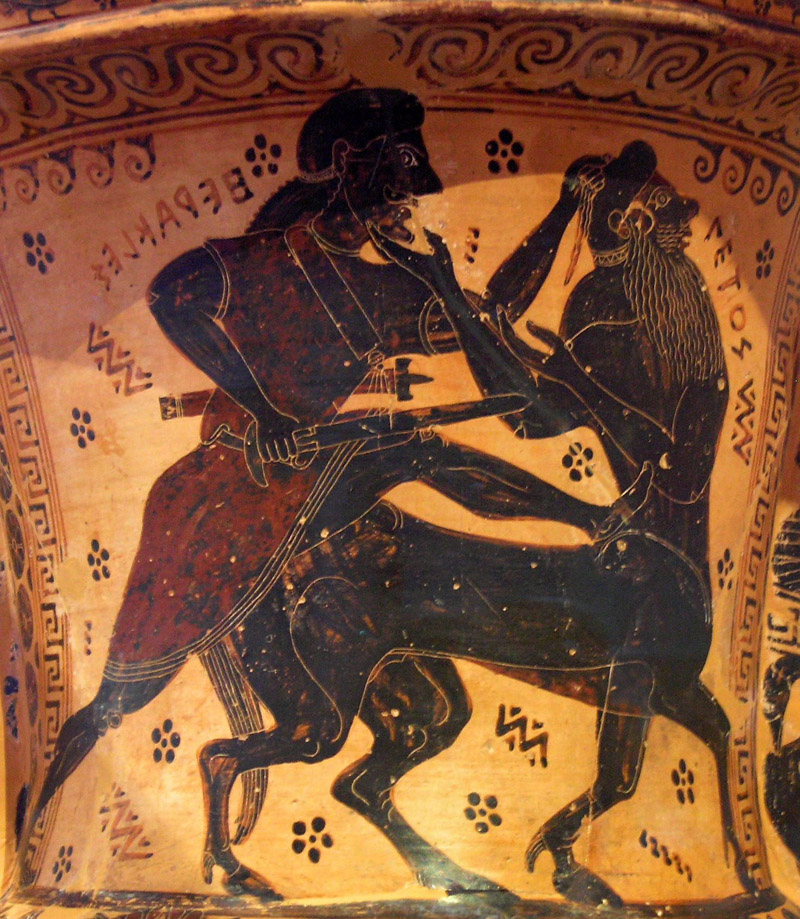
Nessos-Amphora (etwa 620–610 v. Chr.): Herakles im Kampf mit dem Kentaur Nessos. Manetho bezeichnete „Osorcho/Osorthon“ als „Herakles“.

Das dritte Buch berichtet von der 20. bis zur 31. Dynastie. Die mit der 21. Dynastie beginnende dritte Zwischenzeit (1070–664 v. Chr.) stellte Manetho augenscheinlich vor erneute Zuordnungsprobleme, da er Petubastis I. („Petoubates“) als „Begründer der tanitischen 23. Dynastie“ mit Petubastis II. verwechselte: „Während der Regierung von „Petoubates“ fand die erste Olympiade statt“ (776–773 v. Chr.). Petubastis II. wird jedoch in keiner Königsliste erwähnt.
Auf „Petoubates“ folgte gemäß Manetho der Pharao „Osochor/Osorthon, (den) die Ägypter Herakles nannten“. Dieser Satz führte bezüglich des dahinterstehenden Königs zu kontroversen Diskussionen in der Ägyptologie. Jürgen von Beckerath vermutet Osorkon IV. hinter „Herakles“, was jedoch der Datierung von Petubastis I. widerspricht. Als weiterer möglicher König wird Scheschonq IV. in Betracht gezogen, da in der manethonischen Fassung als dritter König der 23. Dynastie Osorkon III. („Psammous/Phramus“) folgte.
Das Ende der 25. Dynastie, die nubische Herrscher aus Napata beinhaltete, leitete den Übergang in die Spätzeit (664–332 v. Chr.) ein. Mit der sich an die 25. Dynastie anschließende Saiten-Dynastie erlebte Ägypten eine Renaissance altägyptischer Traditionen, die durch die persische Eroberung (27. Dynastie) ein plötzliches Ende fand. Die Pharaonen der Dynastien 28, 29 und 30 konnten sich für etwa 60 Jahre von der persischen Herrschaft befreien (404–342 v. Chr.), ehe die 31. Dynastie kurzfristig von 342–332 v. Chr. Ägypten nach einer erneuten erfolgreichen persischen Invasion zehn Jahre regierte.

#### Abschluss des dritten Buches

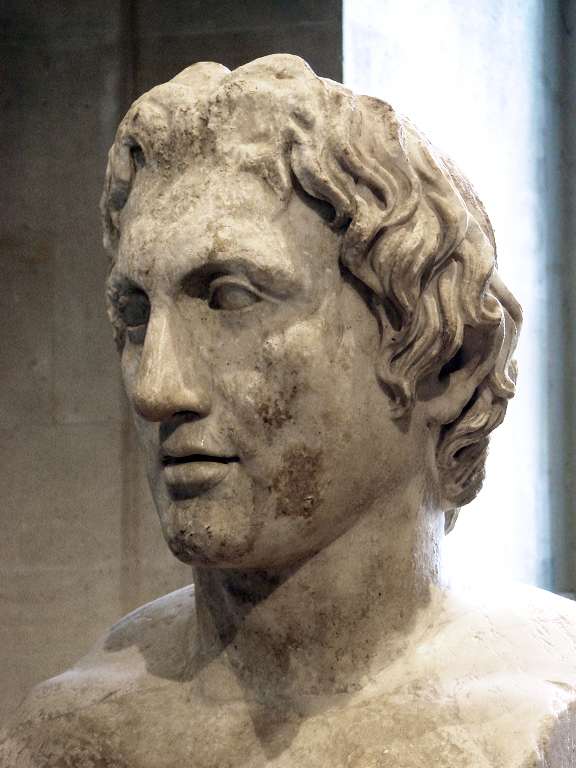
Alexander-Büste des Lysipp, römische Kopie eines Originals von etwa 330 v. Chr.

Es ist nicht restlos geklärt, ob Manetho oder ein anonymer Autor die 31. Dynastie im dritten Buch niederschrieb, da der armenische Historiker Moses von Chorene berichtet, dass „Manetho Nechtanebos als letzten König der Ägypter“ bezeichnete. Ähnlich überliefert Hieronymus den Historiker Eusebius, dessen drittes Buch nach „Nektanebos“ schließt. In der manethonischen Africanus-Fassung und der armenischen Version enden Manethos Aufzeichnungen dagegen mit dem Tod von Dareios III.: „Dareios, den Alexander von Mazedonien tötete. Ende des dritten Buches von Manetho“. Georgios Synkellos kommentierte das dritte Buch von Africanus: „Manetho schrieb bis in die Zeit von Nektanebo und Ochus eine Auflistung von 31 Dynastien“. Die übereinstimmende Struktur der drei Bücher spricht für eine Einteilung in 31 Dynastien durch Manetho.
Die von Alexander begründete mazedonisch-ptolemäische 32. Dynastie folgte zudem der 31. Dynastie und hatte bis Manethos Tod weiterhin Bestand. Eine Jahresangabe für den Zeitraum im dritten Buch fehlt bei Eusebius und in der armenischen Version. Die von Africanus genannte Dauer von 1.050 Jahren ist falsch; bei Addition seiner Regierungsjahre ergeben sich nur 850 Jahre. Da nur in der Africanus-Fassung eine Jahreszahl vorhanden ist, wurden die entsprechenden Angaben wahrscheinlich von griechischen Schreibern nachgetragen.

### Georgios Synkellos und abweichende Angaben
Die in den manethonischen Fassungen gemachten Angaben hinsichtlich der Anzahl der Könige und deren Regierungszeiten widersprechen sich ebenso oft wie die Kommentare von Georgios Synkellos, der beispielsweise Manethos Aufzeichnungen bezüglich der Jahresangaben korrigierte:

„Die 113 Generationen in diesen drei Büchern, unterteilt in 30 Dynastien, ergeben eine Gesamtanzahl von 3.555 Jahren, beginnend mit dem Jahr 1586 Annus mundi (3924 v. Chr.) und endend mit dem Jahr 5147 Annus Mundi (363 v. Chr.), 15 Jahre vor Alexanders Welteroberung.“

## Moderne Forschung und Rezeption
Wie bereits angemerkt, sind die Aegyptiaca, beziehungsweise ihre erhaltenen Fragmente, für die Rekonstruktion und das Verständnis um die Vergangenheit Ägyptens von großer Bedeutung, da sie einen gewissen Leitfaden bieten, mit dem sich die Chronologie Ägyptens in Dynastien aufteilen lässt. Mag das Dynastieverständnis heute ein anderes sein, so hat Manetho mit seinem Werk durchaus einen Grundpfeiler für eine sinnvolle Zeiteinteilung geschaffen. Dennoch bleiben gewisse Probleme und Widersprüche:
Ein solcher Widerspruch des Inhaltes von Manethos Historie ist der Umstand, dass es eigentlich gar nicht zu den ägyptischen Traditionen und Gepflogenheiten gehörte, Geschichte zu schreiben. Das war eine Eigenart der griechischen Kultur. Die Ägypter beschränkten ihre „Chroniken“ auf Widmungen und Inschriften, die an den König (Pharao) oder eine Gottheit adressiert waren. Das Erstellen eines Zeit- und Handlungsgerüstes zwecks Erfassung und Gestaltung einer Historie, wie Manetho es tat, verrät, dass er sich an griechischen statt ägyptischen Vorbildern orientierte, als er die Aegyptiaca verfasste, obwohl ihm der kulturelle und traditionelle Widerspruch gewiss aufgefallen war. Daher stellt sich berechtigterweise die Frage, wie viel Unwahres bereits in Manethos ursprüngliches Werk eingeflossen war.
Ein weiterer Nachteil, besonders in den Abschriften der späteren Historiker, liegt darin, dass diese von nachchristlichen Theologien und Weltanschauungen geprägt und beeinflusst sind. Moderne Ägyptologen übernehmen zwar weiterhin die Dynastieaufteilung Manethos, die jeweiligen Anekdoten zu einzelnen Herrscher aber betrachten sie mit Skepsis. Toby A. H. Wilkinson schreibt dazu: Die Aufzählungen Herodots und Manethos wurden letztlich zweieinhalb tausend Jahre später nach den Ereignissen der Frühen Dynastien niedergeschrieben. Bei solch einer Distanz ist keine Akkuratesse mehr zu erwarten. Wie bei allen „Historien“ reflektiert das präsentierte Material die Anschauungen der Epoche des Chronisten. Und weiter: Allerdings sind die königlichen Namen, die von Manetho angegeben werden, dauerhaft schwierig mit den aufgezeichneten Namen der frühdynastischen Quellen gleichzusetzen. Mehr noch, einige der fantastischeren Details über individuelle Könige scheinen aus dem Reich der Mythologie zu stammen und können nicht als historisch akkurat angesehen werden.
Ein anschauliches Beispiel bietet die Erzählung über den frühen König „Kaiechos“ (lateinisch Cechus), der mit Nebre identifiziert wird. Manetho berichtet, unter diesem seien gewisse Tiere zu Göttern erhoben worden. Eberhard Otto vermerkt hierzu: Manethos Nachricht, dass Apis, Mnevis und der Bock von Mendes unter dem König Kaiechos (2. Dynastie) zu Göttern erklärt worden seien, ist vielleicht damit zu erklären, dass der Name dieses Königs in der Spätzeit als „Stier der Stiere“ (Kakau) aufgefasst wurde. Dass der Kult tatsächlich älter ist, zeigt speziell für Apis das Vorkommen seines Bildes auf einem Ostrakon mit einer Künstlervorzeichnung aus einem Grab der 1. Dynastie in Sakkara, dann aber auch die Überlegung, dass in einer Zeit, in der den Ägyptern bereits die anthropomorphe Göttervorstellung geläufig war, unmöglich ein Tierkult neu eingeführt worden sein kann. Vielmehr gehören alle Tierkulte, ob wir sie so weit verfolgen können oder nicht, sofern sie nicht auf spätere Kultübertragungen zurückgehen (wie die Verehrung des Apis in verschiedenen Serapeen), ein und derselben religionsgeschichtlichen Entwicklungsstufe an, die wir historisch nicht mehr zu erfassen vermögen. Die Überlieferung Manethos, der übrigens andere widersprechen, kann für uns nicht mehr besagen, als dass man die Entstehung des Tierkultes zu seiner Zeit zu den fast sagenhaften Herrschern der ersten geschichtlichen Zeit hinaufverlegte.
Andererseits gibt es Berichte, die vielleicht tatsächlich auf wahren Begebenheiten beruhen könnten. Manetho berichtet über König Hetepsechemui, den er „Boethos“ nennt, dass unter diesem eine Kluft aufging bei Bubastis und viele starben. Diese Beschreibung könnte auf ein schweres Erdbeben deuten, da die Region um Tanis – das heutige Tell el-Farain – in einer seismologisch aktiven Zone liegt. Generell werden die Aegyptiaca auch künftig Gegenstand intensiver Forschungen sein.

## Historiografie
|                                                                                          |                                                                                          |                                                                                          |                                                                                          |                                                                                          |                                                                                          | Manetho Aegyptiaca (Drei Bücher)                                                         |                                                              |                                                  |                                                  |                                                                                        |                                                                                        |                                                                                        |                                                                                        |                                                                                        |                                                                                        |                                                                 |                                                                 |                                                                 |                                                                 |                                                                 |                                                                 |  |  |  |  |  |  |  |  |  |  |  |  |  |  |  |  |  |  |
|                                                                                          |                                                                                          |                                                                                          |                                                                                          |                                                                                          |                                                                                          |                                                                                          |                                                              |                                                  |                                                  |                                                                                        |                                                                                        |                                                                                        |                                                                                        |                                                                                        |                                                                                        |                                                                 |                                                                 |                                                                 |                                                                 |                                                                 |                                                                 |  |  |  |  |  |  |  |  |  |  |  |  |  |  |  |  |  |  |
|                                                                                          |                                                                                          |                                                                                          |                                                                                          |                                                                                          |                                                                                          | Textveränderungen durch pro- und anti-jüdische Schreiber sowie durch jüdische Historiker |                                                              |                                                  |                                                  |                                                                                        |                                                                                        |                                                                                        |                                                                                        |                                                                                        |                                                                                        |                                                                 |                                                                 |                                                                 |                                                                 |                                                                 |                                                                 |  |  |  |  |  |  |  |  |  |  |  |  |  |  |  |  |  |  |
|                                                                                          |                                                                                          |                                                                                          |                                                                                          |                                                                                          |                                                                                          |                                                                                          |                                                              |                                                  |                                                  |                                                                                        |                                                                                        |                                                                                        |                                                                                        |                                                                                        |                                                                                        |                                                                 |                                                                 |                                                                 |                                                                 |                                                                 |                                                                 |  |  |  |  |  |  |  |  |  |  |  |  |  |  |  |  |  |  |
|                                                                                          |                                                                                          |                                                                                          |                                                                                          |                                                                                          |                                                                                          |                                                                                          |                                                              |                                                  |                                                  |                                                                                        |                                                                                        |                                                                                        |                                                                                        |                                                                                        |                                                                                        |                                                                 |                                                                 |                                                                 |                                                                 |                                                                 |                                                                 |  |  |  |  |  |  |  |  |  |  |  |  |  |  |  |  |  |  |
|                                                                                          |                                                                                          |                                                                                          |                                                                                          |                                                                                          |                                                                                          |                                                                                          |                                                              |                                                  |                                                  |                                                                                        |                                                                                        |                                                                                        |                                                                                        |                                                                                        |                                                                                        |                                                                 |                                                                 |                                                                 |                                                                 |                                                                 |                                                                 |  |  |  |  |  |  |  |  |  |  |  |  |  |  |  |  |  |  |
|                                                                                          |                                                                                          | Flavius Josephus Contra Apionem (Erstes Jahrhundert n. Chr.)                             | Flavius Josephus Contra Apionem (Erstes Jahrhundert n. Chr.)                             | Flavius Josephus Contra Apionem (Erstes Jahrhundert n. Chr.)                             | Flavius Josephus Contra Apionem (Erstes Jahrhundert n. Chr.)                             | Flavius Josephus Contra Apionem (Erstes Jahrhundert n. Chr.)                             | Flavius Josephus Contra Apionem (Erstes Jahrhundert n. Chr.) |                                                  |                                                  | Epitome mit Dynastien, ergänzend mit zusätzlichen Informationen ohne Bezug auf Manetho | Epitome mit Dynastien, ergänzend mit zusätzlichen Informationen ohne Bezug auf Manetho | Epitome mit Dynastien, ergänzend mit zusätzlichen Informationen ohne Bezug auf Manetho | Epitome mit Dynastien, ergänzend mit zusätzlichen Informationen ohne Bezug auf Manetho | Epitome mit Dynastien, ergänzend mit zusätzlichen Informationen ohne Bezug auf Manetho | Epitome mit Dynastien, ergänzend mit zusätzlichen Informationen ohne Bezug auf Manetho |                                                                 |                                                                 |                                                                 |                                                                 |                                                                 |                                                                 |  |  |  |  |  |  |  |  |  |  |  |  |  |  |  |  |  |  |
|                                                                                          |                                                                                          | Flavius Josephus Contra Apionem (Erstes Jahrhundert n. Chr.)                             | Flavius Josephus Contra Apionem (Erstes Jahrhundert n. Chr.)                             | Flavius Josephus Contra Apionem (Erstes Jahrhundert n. Chr.)                             | Flavius Josephus Contra Apionem (Erstes Jahrhundert n. Chr.)                             | Flavius Josephus Contra Apionem (Erstes Jahrhundert n. Chr.)                             | Flavius Josephus Contra Apionem (Erstes Jahrhundert n. Chr.) |                                                  |                                                  | Epitome mit Dynastien, ergänzend mit zusätzlichen Informationen ohne Bezug auf Manetho | Epitome mit Dynastien, ergänzend mit zusätzlichen Informationen ohne Bezug auf Manetho | Epitome mit Dynastien, ergänzend mit zusätzlichen Informationen ohne Bezug auf Manetho | Epitome mit Dynastien, ergänzend mit zusätzlichen Informationen ohne Bezug auf Manetho | Epitome mit Dynastien, ergänzend mit zusätzlichen Informationen ohne Bezug auf Manetho | Epitome mit Dynastien, ergänzend mit zusätzlichen Informationen ohne Bezug auf Manetho |                                                                 |                                                                 |                                                                 |                                                                 |                                                                 |                                                                 |  |  |  |  |  |  |  |  |  |  |  |  |  |  |  |  |  |  |
|                                                                                          |                                                                                          |                                                                                          |                                                                                          |                                                                                          |                                                                                          |                                                                                          |                                                              |                                                  |                                                  |                                                                                        |                                                                                        |                                                                                        |                                                                                        |                                                                                        |                                                                                        |                                                                 |                                                                 |                                                                 |                                                                 |                                                                 |                                                                 |  |  |  |  |  |  |  |  |  |  |  |  |  |  |  |  |  |  |
|                                                                                          |                                                                                          |                                                                                          |                                                                                          |                                                                                          |                                                                                          |                                                                                          |                                                              |                                                  |                                                  |                                                                                        |                                                                                        |                                                                                        |                                                                                        |                                                                                        |                                                                                        |                                                                 |                                                                 |                                                                 |                                                                 |                                                                 |                                                                 |  |  |  |  |  |  |  |  |  |  |  |  |  |  |  |  |  |  |
| Eusebius von Caesarea Chronicae (Viertes Jahrhundert n. Chr.) Überliefert von Hieronymus | Eusebius von Caesarea Chronicae (Viertes Jahrhundert n. Chr.) Überliefert von Hieronymus | Eusebius von Caesarea Chronicae (Viertes Jahrhundert n. Chr.) Überliefert von Hieronymus | Eusebius von Caesarea Chronicae (Viertes Jahrhundert n. Chr.) Überliefert von Hieronymus | Eusebius von Caesarea Chronicae (Viertes Jahrhundert n. Chr.) Überliefert von Hieronymus | Eusebius von Caesarea Chronicae (Viertes Jahrhundert n. Chr.) Überliefert von Hieronymus |                                                                                          |                                                              | Buch der Sothis (Drittes Jahrhundert n. Chr.)    | Buch der Sothis (Drittes Jahrhundert n. Chr.)    | Buch der Sothis (Drittes Jahrhundert n. Chr.)                                          | Buch der Sothis (Drittes Jahrhundert n. Chr.)                                          | Buch der Sothis (Drittes Jahrhundert n. Chr.)                                          | Buch der Sothis (Drittes Jahrhundert n. Chr.)                                          |                                                                                        |                                                                                        | Sextus Iulius Africanus Historiae (Drittes Jahrhundert n. Chr.) | Sextus Iulius Africanus Historiae (Drittes Jahrhundert n. Chr.) | Sextus Iulius Africanus Historiae (Drittes Jahrhundert n. Chr.) | Sextus Iulius Africanus Historiae (Drittes Jahrhundert n. Chr.) | Sextus Iulius Africanus Historiae (Drittes Jahrhundert n. Chr.) | Sextus Iulius Africanus Historiae (Drittes Jahrhundert n. Chr.) |  |  |  |  |  |  |  |  |  |  |  |  |  |  |  |  |  |  |
| Eusebius von Caesarea Chronicae (Viertes Jahrhundert n. Chr.) Überliefert von Hieronymus | Eusebius von Caesarea Chronicae (Viertes Jahrhundert n. Chr.) Überliefert von Hieronymus | Eusebius von Caesarea Chronicae (Viertes Jahrhundert n. Chr.) Überliefert von Hieronymus | Eusebius von Caesarea Chronicae (Viertes Jahrhundert n. Chr.) Überliefert von Hieronymus | Eusebius von Caesarea Chronicae (Viertes Jahrhundert n. Chr.) Überliefert von Hieronymus | Eusebius von Caesarea Chronicae (Viertes Jahrhundert n. Chr.) Überliefert von Hieronymus |                                                                                          |                                                              | Buch der Sothis (Drittes Jahrhundert n. Chr.)    | Buch der Sothis (Drittes Jahrhundert n. Chr.)    | Buch der Sothis (Drittes Jahrhundert n. Chr.)                                          | Buch der Sothis (Drittes Jahrhundert n. Chr.)                                          | Buch der Sothis (Drittes Jahrhundert n. Chr.)                                          | Buch der Sothis (Drittes Jahrhundert n. Chr.)                                          |                                                                                        |                                                                                        | Sextus Iulius Africanus Historiae (Drittes Jahrhundert n. Chr.) | Sextus Iulius Africanus Historiae (Drittes Jahrhundert n. Chr.) | Sextus Iulius Africanus Historiae (Drittes Jahrhundert n. Chr.) | Sextus Iulius Africanus Historiae (Drittes Jahrhundert n. Chr.) | Sextus Iulius Africanus Historiae (Drittes Jahrhundert n. Chr.) | Sextus Iulius Africanus Historiae (Drittes Jahrhundert n. Chr.) |  |  |  |  |  |  |  |  |  |  |  |  |  |  |  |  |  |  |
| Armenische Version des Eusebius (Sechstes bis achtes Jahrhundert n. Chr.)                | Armenische Version des Eusebius (Sechstes bis achtes Jahrhundert n. Chr.)                | Armenische Version des Eusebius (Sechstes bis achtes Jahrhundert n. Chr.)                | Armenische Version des Eusebius (Sechstes bis achtes Jahrhundert n. Chr.)                | Armenische Version des Eusebius (Sechstes bis achtes Jahrhundert n. Chr.)                | Armenische Version des Eusebius (Sechstes bis achtes Jahrhundert n. Chr.)                |                                                                                          |                                                              | Eratosthenes-Version                             | Eratosthenes-Version                             | Eratosthenes-Version                                                                   | Eratosthenes-Version                                                                   | Eratosthenes-Version                                                                   | Eratosthenes-Version                                                                   |                                                                                        |                                                                                        |                                                                 |                                                                 |                                                                 |                                                                 |                                                                 |                                                                 |  |  |  |  |  |  |  |  |  |  |  |  |  |  |  |  |  |  |
| Armenische Version des Eusebius (Sechstes bis achtes Jahrhundert n. Chr.)                | Armenische Version des Eusebius (Sechstes bis achtes Jahrhundert n. Chr.)                | Armenische Version des Eusebius (Sechstes bis achtes Jahrhundert n. Chr.)                | Armenische Version des Eusebius (Sechstes bis achtes Jahrhundert n. Chr.)                | Armenische Version des Eusebius (Sechstes bis achtes Jahrhundert n. Chr.)                | Armenische Version des Eusebius (Sechstes bis achtes Jahrhundert n. Chr.)                |                                                                                          |                                                              | Eratosthenes-Version                             | Eratosthenes-Version                             | Eratosthenes-Version                                                                   | Eratosthenes-Version                                                                   | Eratosthenes-Version                                                                   | Eratosthenes-Version                                                                   |                                                                                        |                                                                                        |                                                                 |                                                                 |                                                                 |                                                                 |                                                                 |                                                                 |  |  |  |  |  |  |  |  |  |  |  |  |  |  |  |  |  |  |
| Chronik altägyptischer Könige nach Josephus                                              | Chronik altägyptischer Könige nach Josephus                                              | Chronik altägyptischer Könige nach Josephus                                              | Chronik altägyptischer Könige nach Josephus                                              | Chronik altägyptischer Könige nach Josephus                                              | Chronik altägyptischer Könige nach Josephus                                              |                                                                                          |                                                              | Papyrus Baden 4.59 (Fünftes Jahrhundert n. Chr.) | Papyrus Baden 4.59 (Fünftes Jahrhundert n. Chr.) | Papyrus Baden 4.59 (Fünftes Jahrhundert n. Chr.)                                       | Papyrus Baden 4.59 (Fünftes Jahrhundert n. Chr.)                                       | Papyrus Baden 4.59 (Fünftes Jahrhundert n. Chr.)                                       | Papyrus Baden 4.59 (Fünftes Jahrhundert n. Chr.)                                       |                                                                                        |                                                                                        |                                                                 |                                                                 |                                                                 |                                                                 |                                                                 |                                                                 |  |  |  |  |  |  |  |  |  |  |  |  |  |  |  |  |  |  |